# آثار

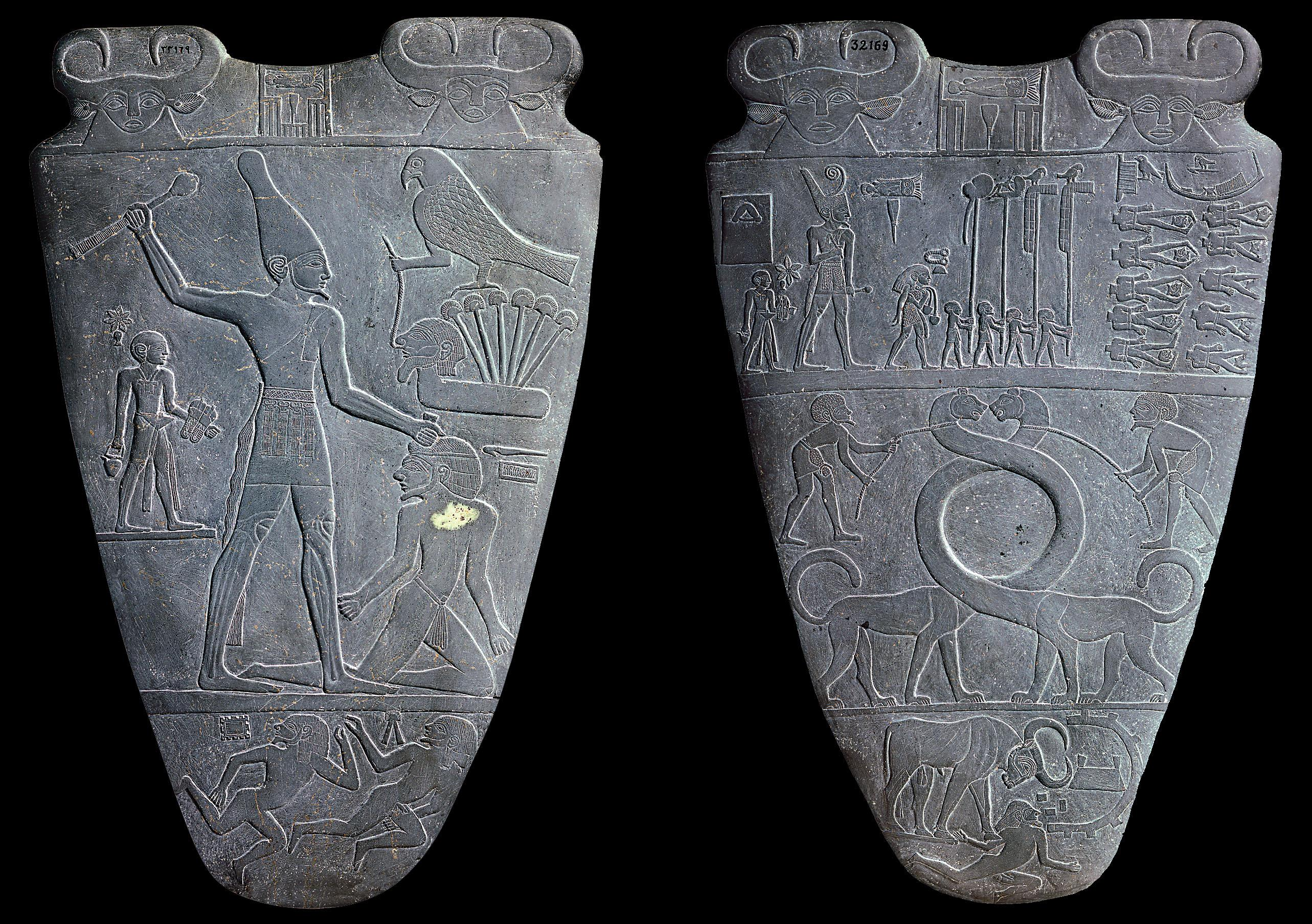
لوحة نارمر من آثار الحضارة الفرعونية.

الآثار في مفهومها التاريخي، هي بقايا التاريخ ومعالمه، وهي تشمل العمارة القديمة وما في المتاحف من تماثيل وتُحف، والتخصص الذي يُعنى بدراستها هو علم الآثار. أما في مفهومها اللغوي فهي جمع كلمة «أَثَرٌ» أي «العلامة» أو الدلالة على شيئ معين أو سبيل محدد.
ويُعرف قانون الآثار العربي الموحد الأثَر بأنه كل شيئ خلفنه أو تركته الأجيال السابقة مما يكشف عنه أو يعبر عليه سواء كان ذلك عقارًا أو منقولًا، يتصل بالفنون أو العلوم أو الأدب أو الأخلاق أو العقائد أو الحياة اليومية أو الأحداث العامة أو غيرها مما يرجع تاريخه إلى مئة عام مضت متى كانت له قيمة فنية أو تاريخية.

## وصف الآثار
المواقع أو القطع الأثرية يمكن تصنيفها أو وصفها زمنيًا، كآثار ما قبل التاريخ أو الآثار الإسلامية وغيرها. كذلك، يمكن تصنيفها إقليميًا، كآثار بلاد اليونان، أو آثار شبه الجزيرة العربية، وبالإضافة إلى ذلك يمكن وصفها وصفًا نوعيًا، كالعمارة والنحت والتصوير وما إلى ذلك. ولا يتم تصنيف الآثار بناءً على طبيعتها الجغرافية، فلا تُعرف الآثار التي تم العثور عليها في الصحراء بالآثار الصحراوية، أو تلك التي يتم العثور عليها في الجبل بالآثار الجبلية، نظرًا لموقع اكتشافها.

## تجارة الآثار
قد يكون الاتجار بالآثار قانونيًا أو غير قانوني وفقًا للقوانين المعمول بها في كل دولة. ويُعد نهب المواقع الأثرية والمتاحف لتزويد السوق السوداء بالآثار تهديدًا خطيرًا للتراث الثقافي العالمي، حيث يؤدي إلى خسارة معلومات بشرية لا يمكن تعويضها.